# Хуана Арагонская (графиня Фуа)
Хуана Арагонская (октябрь 1375, Дарока, Арагон — сентябрь 1407, Валенсия) — дочь короля Арагона Хуана I и его первой жены Маты д’Арманьяк. В 1392 году вышла замуж за графа Матье де Фуа.

## Детство и брак

Хуана родилась в городе Дароке (в современной провинции Сарагоса). Она была вторым ребенком из пяти родившихся у её отца в первом браке, и единственным выжившим. Когда девочке было чуть больше трёх лет, умерла её мать. Через два года, в 1380 году, её отец женился вторично на Иоланде де Бар.
4 июня 1392 года в Барселоне, Хуана вступила в брак с Матье де Фуа. Её муж на момент брака владел графством Фуа, виконтствами Беарн, Кастельбон, Сердань, Марсан, Габардан и Лотрек, был бароном де Кастельви-де-Росанес, сеньором де Монкада, де Навель и де Солт. Он приходился Хуане четвероюродным братом, так как оба супруга были потомками короля Арагона Педро III. По брачному контракту Хуана в приданое получила 85 000 флоринов бальи и багарии Берга и Бергеда.

## Арагонское наследство
В 1396 году король Хуан I умер. Наследовал арагонскую корону его брат (и дядя Хуаны) Мартин, находившийся на Сицилии. Но сицилийские проблемы (мятежи дворян) не позволяли тому вернутся в Арагон. Правительницей королевства стала жена Мартина, Мария де Луна.
Пользуясь этим, Матье де Фуа от имени Хуаны выдвинул претензии на арагонский трон. В 1396 и в 1397 годы он совершил вторжения в Арагон. Обе экспедиции закончились провалом. Их отбил Педро II Урхельский. В 1398 году Матье умер. Вернувшийся к тому времени в Арагон Мартин I конфисковал арагонские владения мятежника (Монкаду и Кастельви-де-Росанес).
Так как у Хуаны и Матье за 15 лет брака не родились дети, то остальные владения получила сестра Матье — Изабелла.
А Хуана вернулась в Арагон, где в 1403—1406 годы каталанским судом была лишена права на арагонскую корону. 13 сентября 1407 года Хуана умерла.
Иоланда, сводная сестра Хуаны от второго брака её отца, также выдвигала свои претензии на трон еще при жизни Хуаны. После того как они тоже провалились, Иоланда вышла замуж за Людовика II Неаполитанского. Когда в 1410 году король Мартин I умер, не оставив наследников, наследники Иоланды претендовали на арагонскую корону.